# لوکاس سیمون
لوکاس سیمون (اسپانیایی: Lucas Simón‎؛ زادهٔ ۱ اوت ۱۹۸۶) بازیکن فوتبال اهل آرژانتین است.
از باشگاه‌هایی که در آن بازی کرده‌است می‌توان به باشگاه فوتبال پیاچنزا، باشگاه فوتبال اتلتیکو تیگره، و باشگاه فوتبال دلفینو پسکارا اشاره کرد.